# 米德爾菲爾德 (麻薩諸塞州)
米德爾菲爾德（英語：Middlefield）是一個位於美國麻薩諸塞州漢普夏縣的鎮。

## 人口
根據2020年美國人口普查的數據，米德爾菲爾德的面積為62.60平方千米，當中陸地面積為62.60平方千米，而水域面積為0.00平方千米。當地共有人口385人，而人口密度為每平方千米6人。